# Красное Евангелие (Вышнеградский)
Красное Евангелие (фр. L’Évangile rouge) — сочинение (цикл песен) Ивана Вышнеградского для бас-баритона и двух фортепиано на стихи Василия Князева.

## История
«Красное Евангелие» было написано Вышнеградским в ноябре-декабре 1918 и 1919 гг. в Петрограде на стихи их одноимённого сборника революционного поэта Василия Князева вследствие вдохновения энтузиазмом Февральской революции. 12-я песнь цикла была написана в 1920 году. Первая версия (op. 8a) была написана для бас-баритона и фортепиано в полутонах, однако, в ремарке автор писал:

«Партия певца в этом произведении допускает местами четвертитоновые интонации, более выразительные и соответствующие тексту, чем обычные полутоновые».

Таким образом, Вышнеградский записал полутоновую и четвертитоновую версии в одной строке, заключив четвертитоновую нотацию в скобки над обычными нотами:

«Певец может по своему желанию выбирать ту или иную версию в любой из 13-ти песень».

В 1937 году была написана вторая версия (op. 8b) для бас-баритона и двух фортепиано в четвертитонах, которая впоследствии редактировалась композитором в 1963 и 1979 гг.
Премьера «Красного Евангелия» состоялась 1 сентября 1983 года в Берлине в исполнении Бориса Кармели и пианистов Алоиса и Бернарда Контарски.

## Содержание
Сочинение состоит из 13 песен:
1. Заклинание (Кто за красный шар земной…)
2. Нервными пальцами белую грудь раздираю…
3. Приди и пей…
4. Чем жить? Борьбой за мир грядущий…
5. Когда настанет мир блаженный…
6. Если хочешь жить остаться после бури мировой…
7. Прозрей, чтоб вражью дерзость видеть…
8. Гей, трусливое рабское племя!..
9. Народ, внимай словам пророка…
10. Гей, вы, слепорождённые…
11. Не давайте пощады врагу…
12. Что вы морочите мне голову разницей веры?..
13. Заключение (Приидите ко мне все голодные…)